# Pridoli
| Systeem                                 | Serie      | Etage        | Ouderdom (Ma) |
| --------------------------------------- | ---------- | ------------ | ------------- |
| Devoon                                  | Onder      | Lochkovien   | jonger        |
| Siluur                                  | Pridoli    | Pridoli      | 419,2–423,0   |
| Siluur                                  | Ludlow     | Ludfordien   | 423,0–425,6   |
| Siluur                                  | Ludlow     | Gorstien     | 425,6–427,4   |
| Siluur                                  | Wenlock    | Homerien     | 427,4–430,5   |
| Siluur                                  | Wenlock    | Sheinwoodien | 430,5–433,4   |
| Siluur                                  | Llandovery | Telychien    | 433,4–438,5   |
| Siluur                                  | Llandovery | Aeronien     | 438,5–440,8   |
| Siluur                                  | Llandovery | Rhuddanien   | 440,8–443,4   |
| Ordovicium                              | Boven      | Hirnantien   | ouder         |
| Indeling van het Siluur volgens de ICS. |            |              |               |

Het Pridoli is een geologisch tijdperk dat duurde van 423,0 ± 2,3 tot 419,2 ± 3,2 Ma. Het Pridoli is het jongste tijdvak in het Siluur en wordt niet onderverdeeld in tijdsnedes. In de stratigrafie is het Pridoli de bovenste serie in het Siluur. Het Pridoli werd voorafgegaan door het Ludlow en na (op) het Pridoli komt het Lochkovien, ook Gedinien genoemd, de oudste tijdsnede in het Vroeg-Devoon.

## Naamgeving en definitie
Het Pridoli is genoemd naar het stadsdeel Přidoli in de Tsjechische hoofdstad Praag. De GSSP bevindt zich in de Požáry-sectie in het Daleje-dal bij Praag.
De basis van het Pridoli ligt bij het eerste voorkomen van de graptoliet Monograptus parultimus. De top van het Pridoli en daarmee de basis van het Devoon, wordt gedefinieerd door het eerste voorkomen van de graptoliet Monograptus uniformis.
In het Pridoli ontwikkelden de eerste vaatplanten, zoals het geslacht Cooksonia, zich verder. Deze planten groeiden in de moerasachtige kustgebieden van het continent Euramerika. Fossielen ervan worden bijvoorbeeld in Polen gevonden.